# Præstebro Sogn
Præstebro Sogn er et sogn i Gladsaxe-Herlev Provsti (Helsingør Stift). Sognet ligger i Herlev Kommune; indtil Kommunalreformen i 1970 lå det i Sokkelund Herred (Københavns Amt). I Præstebro Sogn ligger Præstebro Kirke, Herlev og den nye CFT, Center for Fordybelse og tro, på Herlev Hospital. Herlev Hospital fik en donation på 8. mio. kr. fra A.P. Møller og Hustru Chastine McKinney Møllers Fond til Almene Formål til etablering af Center for Fordybelse og Tro. Centeret indeholder et kirkerum, et muslimsk bederum og et rum helt uden religiøse symboler, hvor personer tilhørende andre trosretninger og ikke-troende kan finde rum til fordybelse og stilhed. Der er to hospitalspræster på Herlev Hospital under Præstebro kirke. Hospitalspræst Tom Andersen Kjær stod for idé og ansøgning til CFT, der åbnede i 2019.